# Генріх Мекленбург-Шверінський
Генріх Владимир Альбрехт Ернст Мекленбург-Шверінський (нім. Heinrich Wladimir Albrecht Ernst zu Mecklenburg, пізніше Принц Хендрік Нідерландський (нід. Hendrik, Prins der Nederlanden; 19 квітня 1876, Шверін — 3 липня 1934, Гаага) — чоловік нідерландської королеви Вільгельміни. Правнук прусського короля Фрідріха Вільгельма ІІІ, праправнук російського імператора Павла I.
Представник Мекленбурзького володаря. Генріх народився в 1876 році в Шверіні в сім'ї великого герцога Фрідріха Франца II і Марії Шварцбург-Рудольштадтської. У 1901 році він отримав титул принца Нідерландського і одружився з королевою Вільгельміною. Дружина була йому троюрідною тіткою. Їхнім спільним предком був російський імператор Павло I: Генріх був правнуком великої князівни Олени Павлівни, герцогині Мекленбург-Шверинської, Вільгельміна — онукою великої князівни Анни Павлівни. Шлюб був нещасливим; у подружжя була лише одна дитина — дочка Юліана, на чию користь Вільгельміна зреклася 4 вересня 1948 року. Інші чотири вагітності королеви закінчилися викиднями.
Як чоловік королеви принц Гендрік відкрив Літні Олімпійські ігри 1928 року, що проходили в Амстердамі.
Принц Гендрік був 279-м кавалером великого хреста ордену Башти та Меча та 1157-м Лицарем австрійського ордену Золотого руна.